# Catalunya en Miniatura
Catalunya en Miniatura è un parco in miniatura inaugurato nel 1983 a Torrelles de Llobregat, a 17 km da Barcellona.
Il parco è ampio 60.000 metri quadrati, 35.000 dei quali dedicati ai modelli in scala, ed è uno dei più grandi parchi in miniatura del mondo. All'interno del parco si trovano 147 modelli di palazzi, chiese, ponti e altri edifici della Catalogna e di Maiorca e comprende tutte le opere principali del famoso architetto Antoni Gaudí.

## Storia

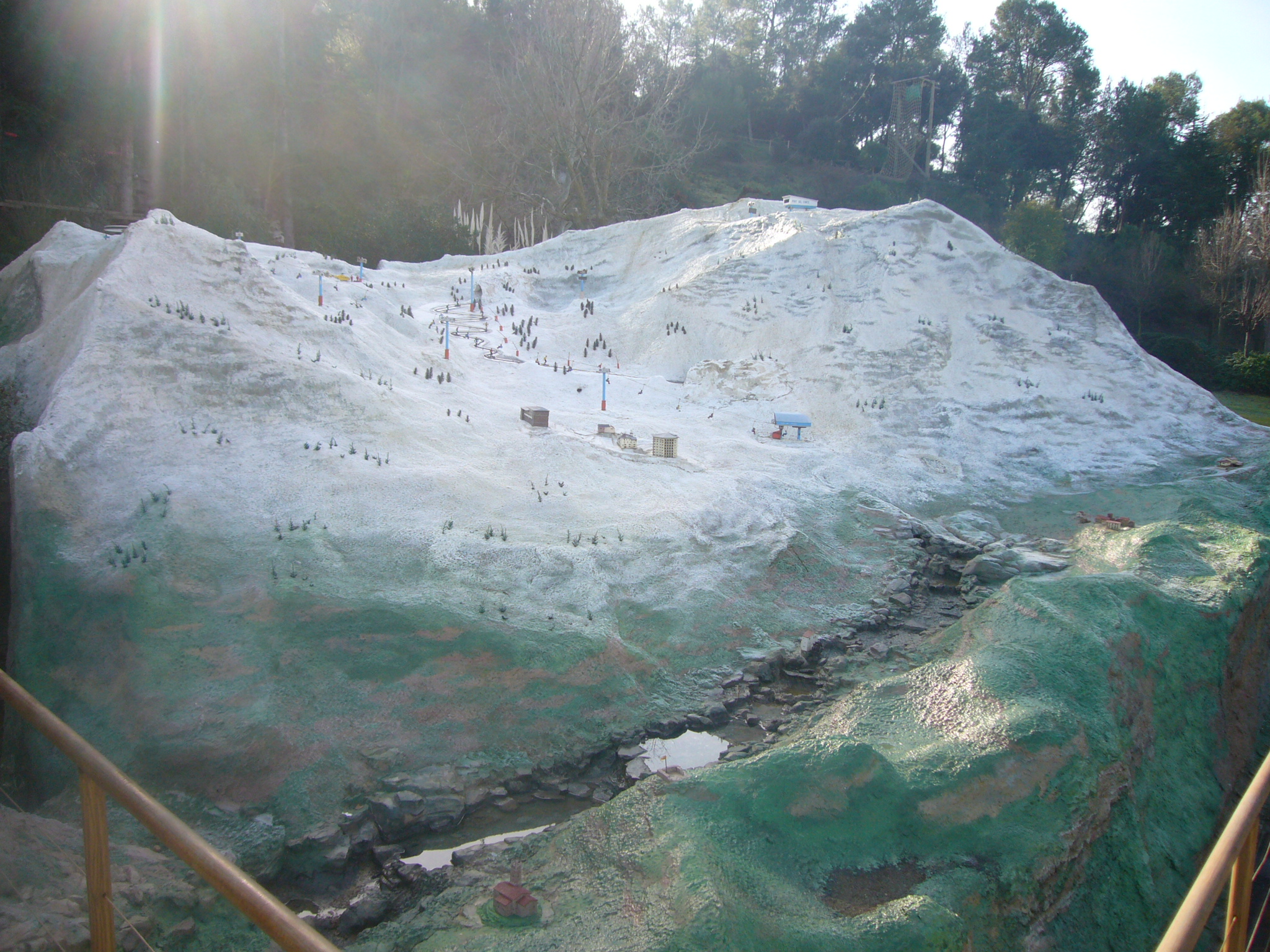
Modello della stazione sciistica di Port del Comte

L'idea della realizzazione di questo parco venne a Hans Lorijn, che era stato coinvolto nella costruzione di Minimundus in Austria e che in seguito aveva progettato e costruito Mini-Europe a Bruxelles. Nel 1981 Fernando de Ercilla Ayestarán, dopo un viaggio a Madurodam, si unì al progetto diventandone uno degli azionisti. La posa della prima pietra avvenne il 6 maggio 1983, presieduta dal sindaco di Torrelles, dal presidente della Generalitat de Catalunya, Jordi Pujol, e dal ministro catalano Joan Rigol. Il parco è stato aperto nello stesso anno.

## Dati tecnici
All'interno del parco i visitatori seguono un unico percorso in cui sono installati i modelli ordinati per le comarche geografiche della Catalogna e delle sue quattro province (Barcellona, Girona, Lleida e Tarragona). Oggi il parco dispone di un trenino dei divertimenti, lungo 940 metri, utilizzato dai visitatori lungo il perimetro esterno dell'area del plastico.

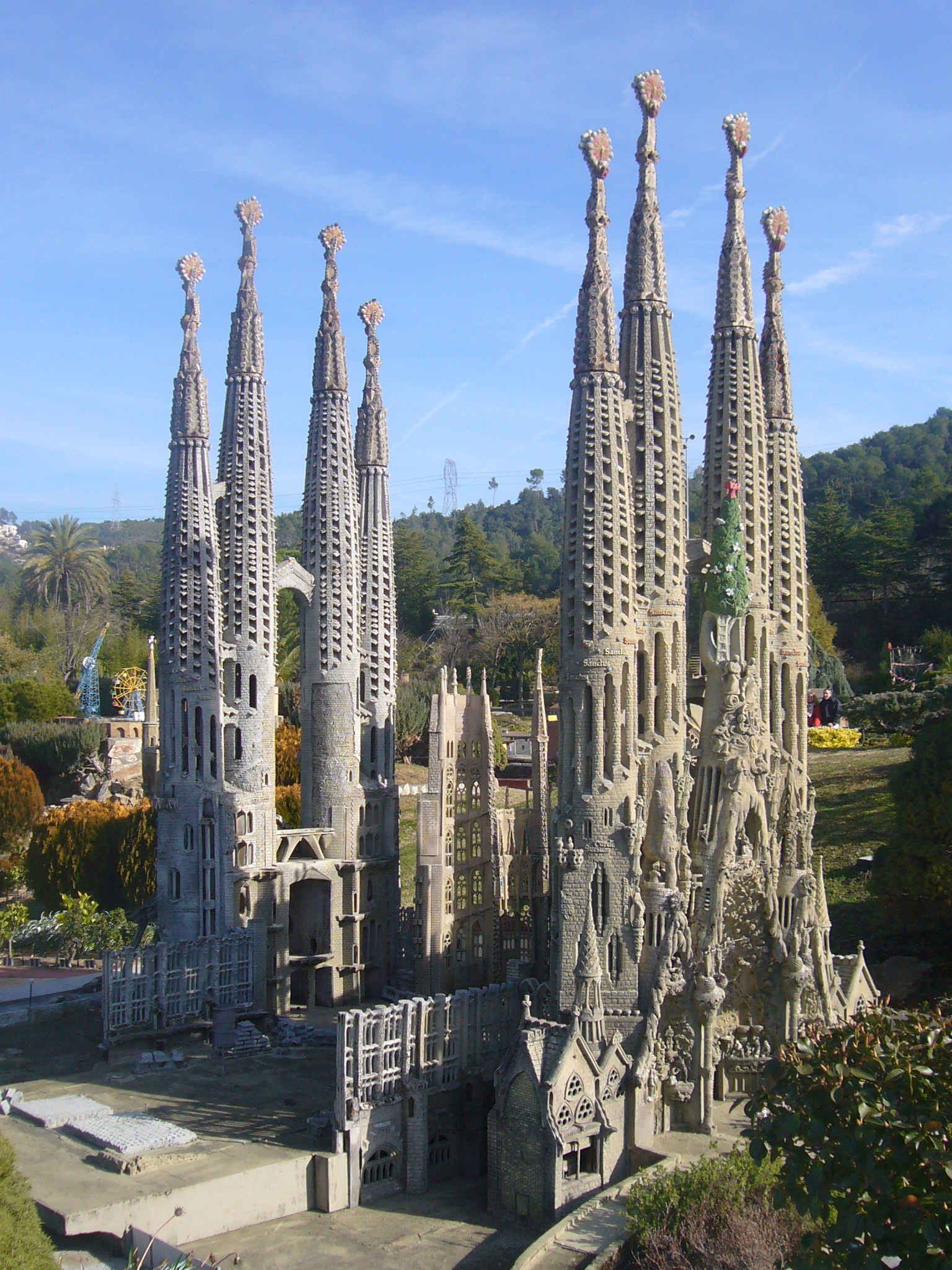
Sagrada Família (13.000 ore)
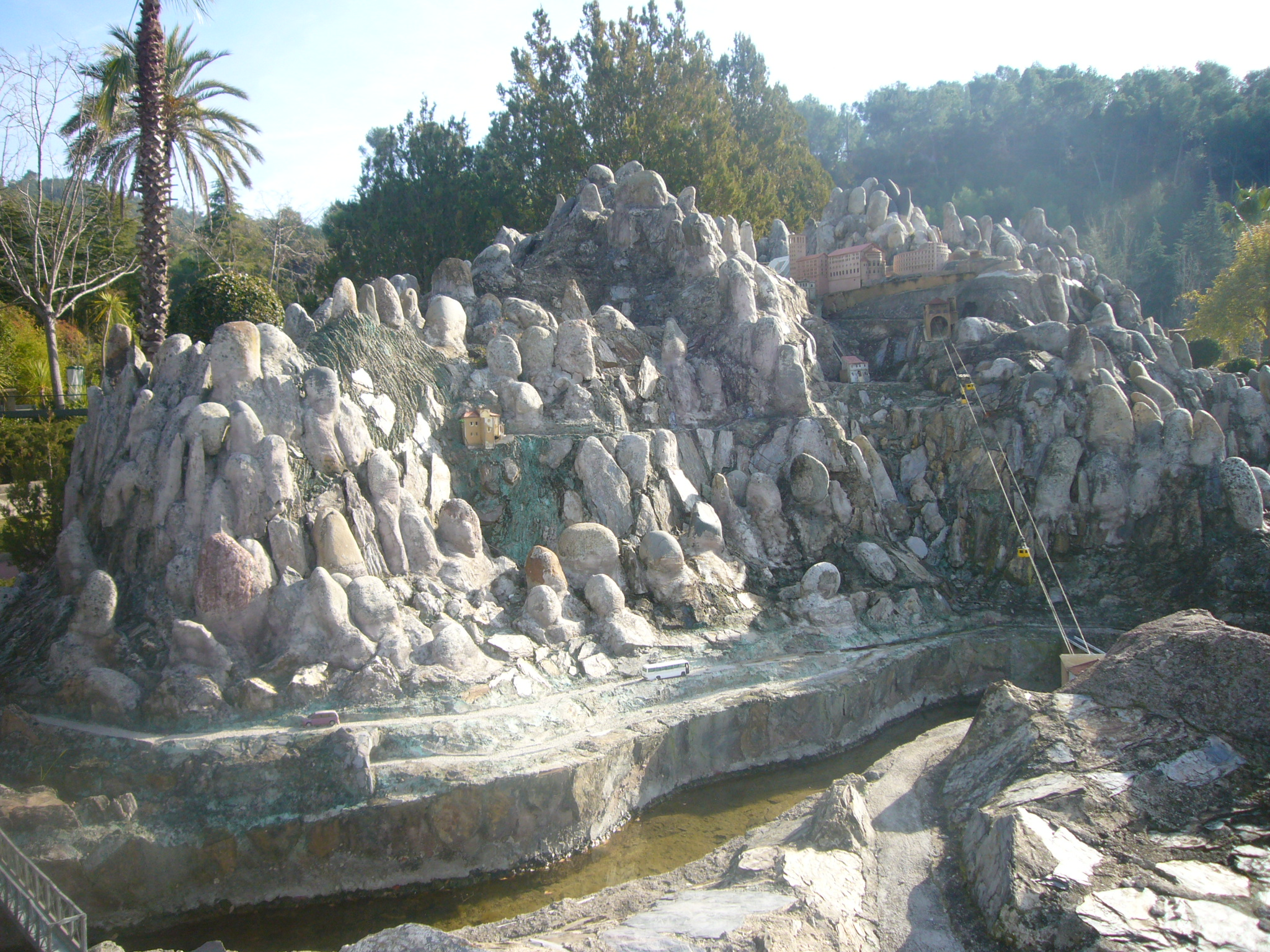
Montagna di Montserrat (5.000 ore)
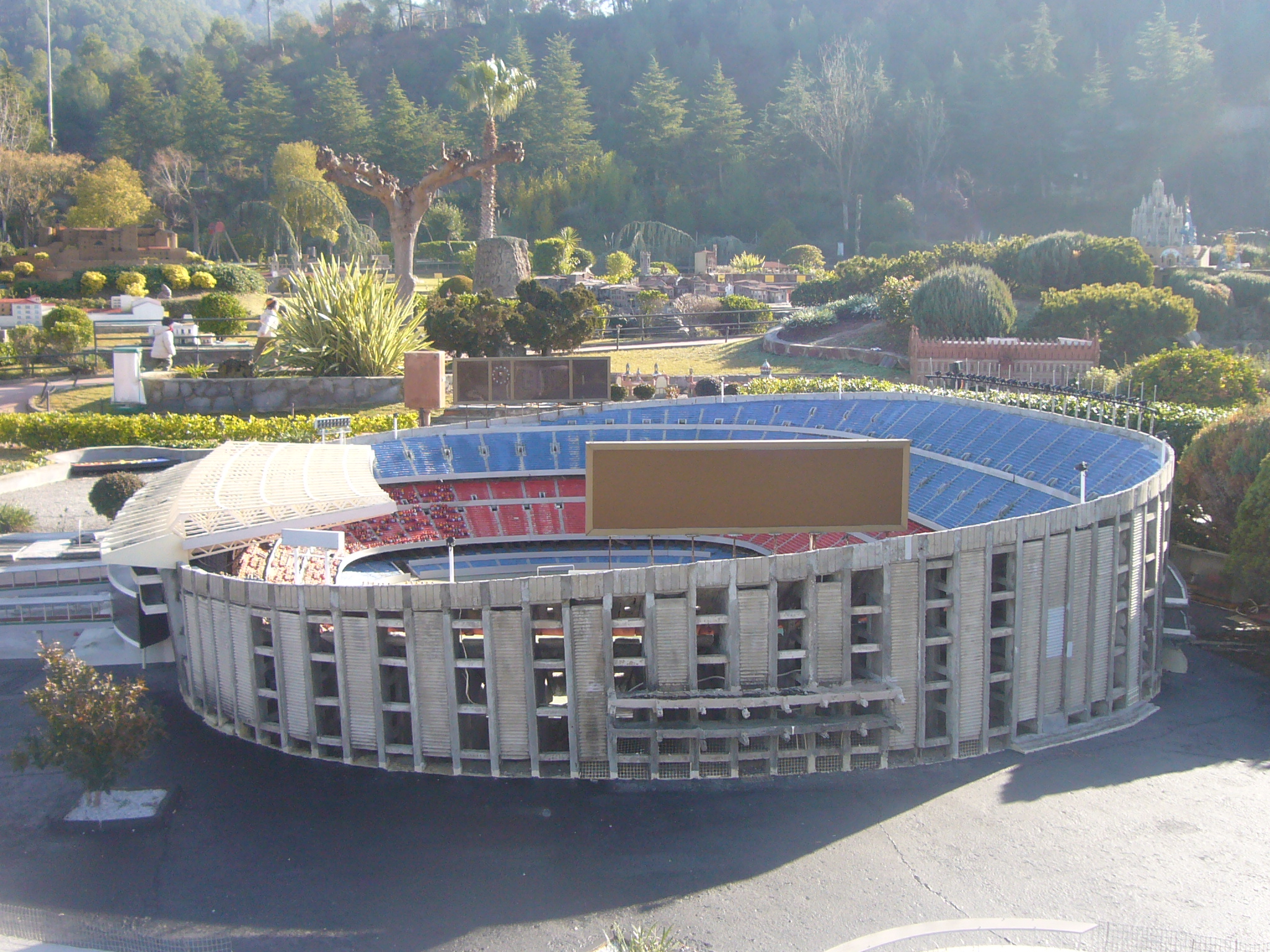
Camp Nou (4.000 ore)
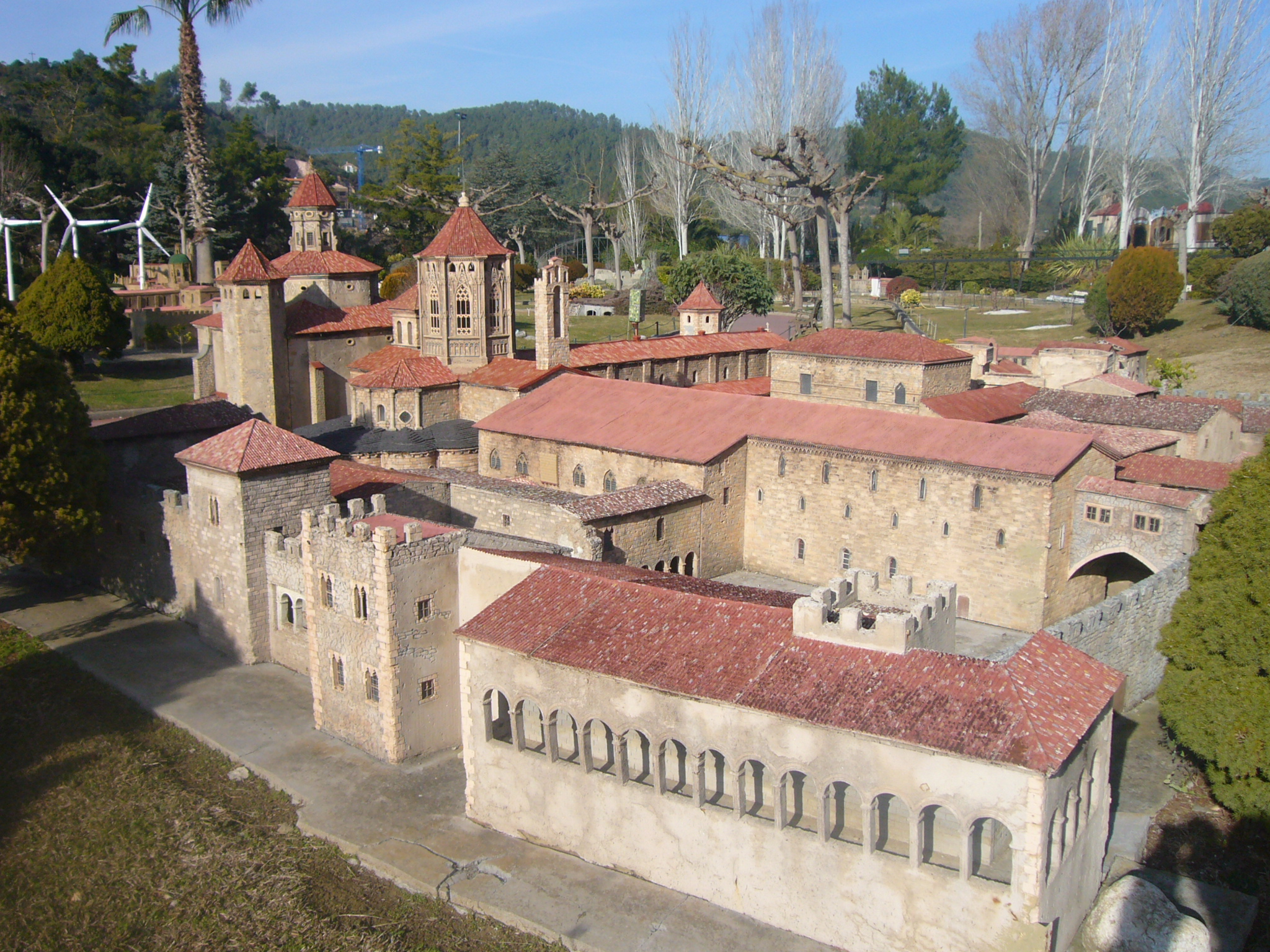
Monastero di Poblet (2.000 ore)
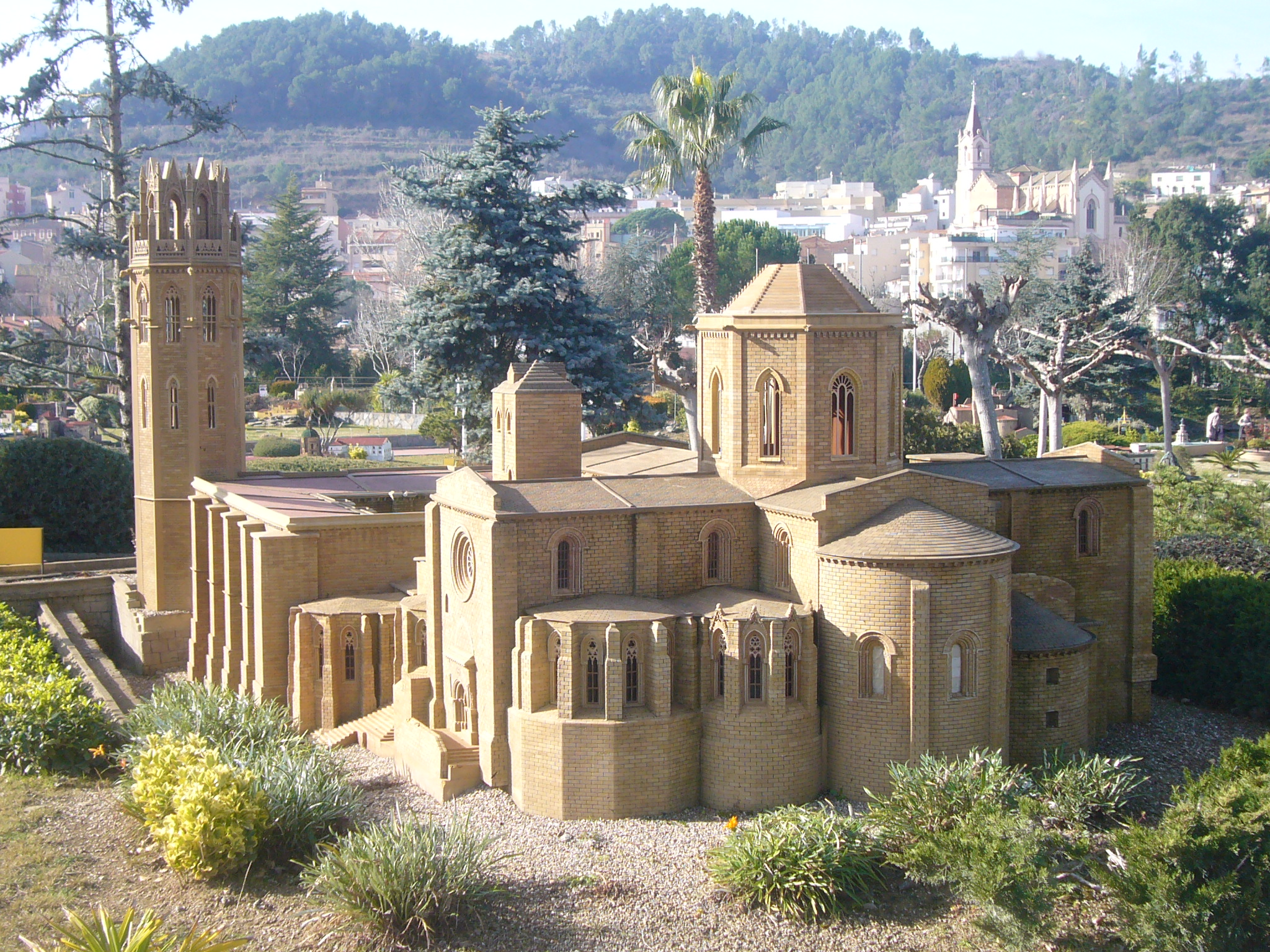
Cattedrale di Lleida (1.000 ore)
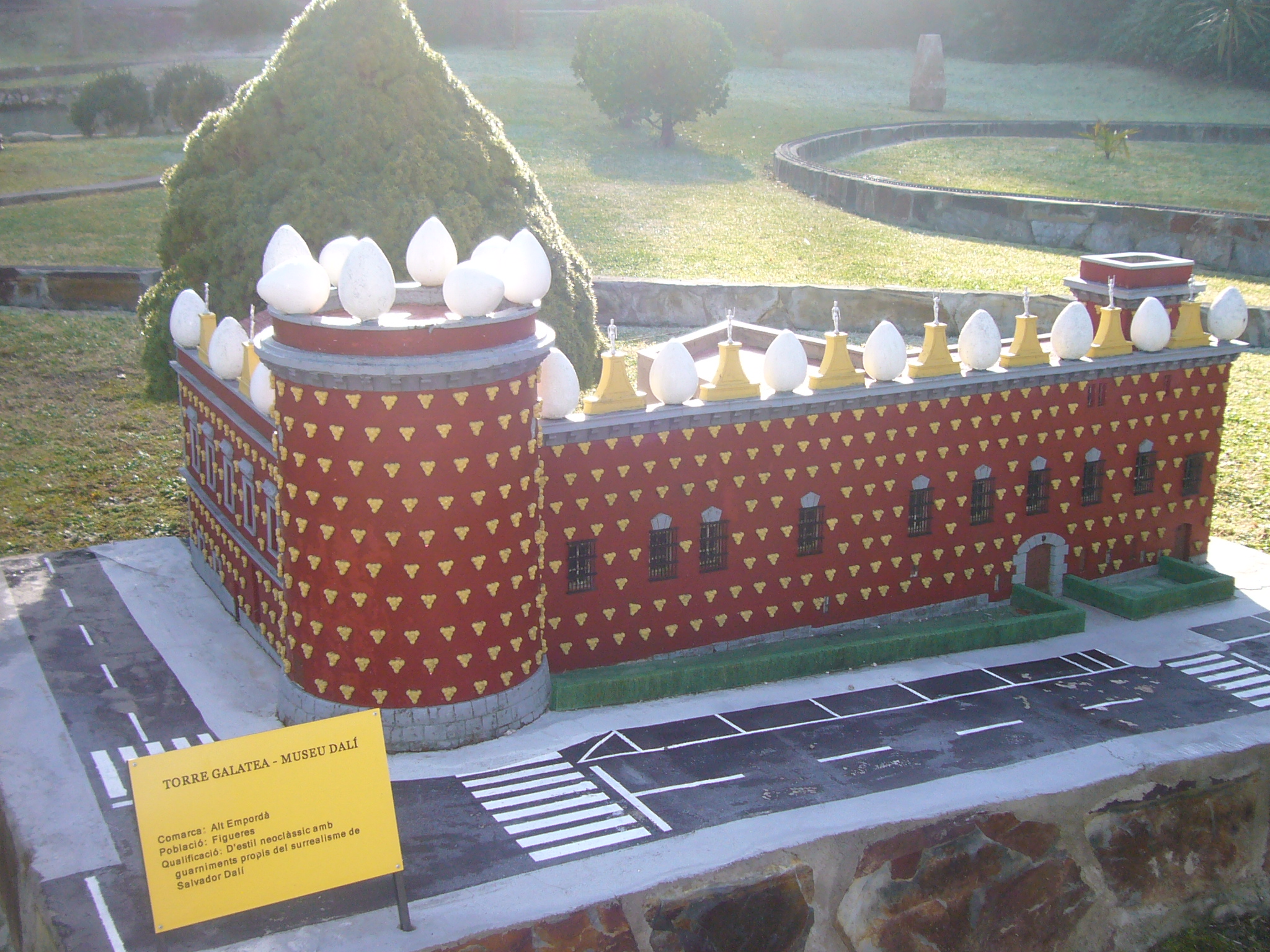
Museo Dalí (500 ore)

## Principali modelli in scala esposti

### Città di Barcellona
- Palazzo della Generalitat de Catalunya,
- Municipio di Barcellona e Plaça Sant Jaume,
- Parlamento della Catalogna,
- Cattedrale di Barcellona,
- Casa de la Pia Almoina,
- Casa de l'Ardiaca,
- Palau Reial Major e Cappella di Sant'Agata,
- Sant Pau del Camp,
- Edificio principale dell'Università di Barcellona,
- Plaça de Catalunya,
- Porto di Barcellona,
- Teleferica del porto di Barcellona,
- Llotja de Mar,
- Monumento a Colombo,
- Estació de França,
- Vecchio edificio de La Vanguardia,
- Strutture del Futbol Club Barcelona (Camp Nou, Mini Estadi, Palau de Gel, Palau Blaugrana e La Masia),
- Tibidabo con il parco divertimenti, il Sagrat Cor e la funicolare del Tibidabo,
- Sagrada Família,
- Parc Güell,
- Palau Güell, Padiglioni Güell, Casa Batlló, Casa Calvet, La Pedrera, Bellesguard, Collegio Teresiano, Casa Vicens.

### Provincia di Barcellona
- Aeroporto El Prat,
- Sede della Televisió de Catalunya,
- Cripta della Colònia Güell,
- Fabbrica di Chupa Chups,
- Edificio El Periódico de Catalunya a Parets del Vallès,
- Edificio El País,
- Monastero di Sant Cugat,
- Monte Montserrat,
- Monastero di Montserrat,
- Ponte del Diavolo,
- castello e chiesa di Santa Maria de la Tossa,
- Cantine Güell.

### Provincia di Girona
- Cattedrale di Girona,
- Monastero di Ripoll,
- Ponte di Besalú,
- Lago Banyoles,
- Torre Galatea (Museo Dalí).

### Provincia di Leida
- Cattedrale vecchia di Lleida,
- Cattedrale di Santa Maria d'Urgell.

### Provincia di Tarragona
- Cattedrale di Tarragona,
- Acquedotto di Tarragona,
- Arco di Berà,
- Santes Creus,
- Monastero di Poblet.

### Maiorca
- Cattedrale di Santa Maria (Palma di Maiorca).

### Lavori di Antoni Gaudí nel resto della Spagna
- Casa Botines (León), Il Capriccio (Comillas) e il Palazzo episcopale di Astorga.